# ایوان‌باتیان
ایوان‌باتیان (به مجاری: Ivánbattyán) یک منطقهٔ مسکونی در مجارستان است که در ناحیهٔ شیکلوش واقع شده‌است.